# عمیناداب

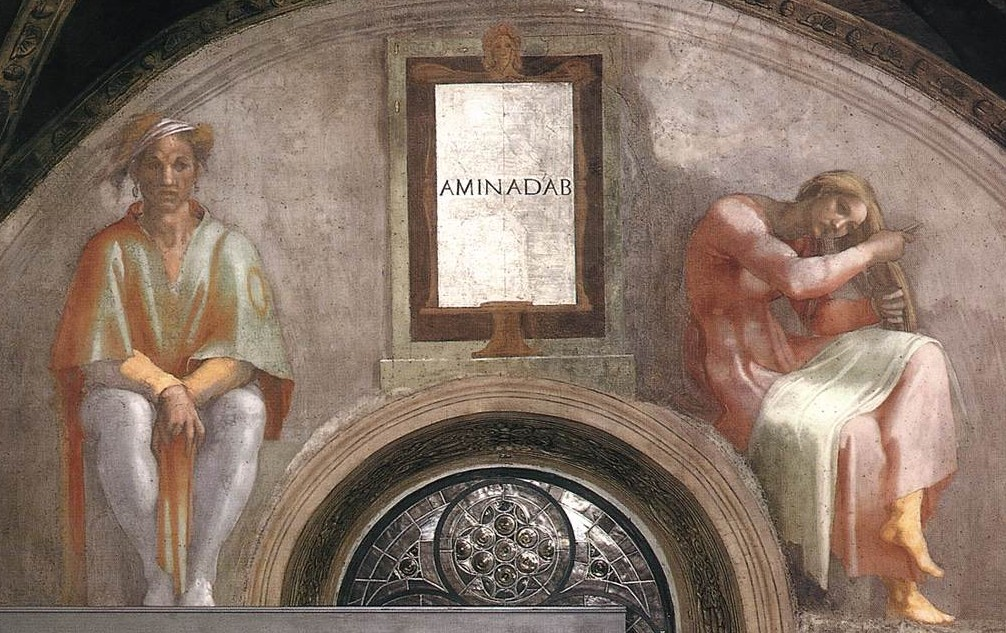
نقاشی از عمیناداب

عمیناداب (عبری:עמינדב به معنی مردم من بخشنده‌اند) پسر ارام و پدر نحشون بود. نام او در نسب‌نامه عیسی آمده است. او به هنگام اولین شمارش اسرائیل در دومین سال خروج، رئیس سبط یهودا بود. او دختری به نام الیشابع داشت که با هارون ازدواج کرد. نام او در بعضی کتاب‌های عهد عتیق و  عمان آمده است.